# Остров у Бездружици
Остров у Бездружици (чеш. Ostrov u Bezdružic) је насељено мјесто са административним статусом сеоске општине (чеш. obec) у округу Плзењ-север, у Плзењском крају, Чешка Република.

## Становништво
Према подацима о броју становника из 2014. године насеље је имало 204 становника.